# Печалбата
„Печалбата“ е български игрален филм (комедия) от 2001 година, по сценарий и режисура на Магърдич Халваджиян. Оператори са Людмил Христов и Силвестър Йорданов. Музиката във филма е композирана от Марио Балтаджиев.

## Сюжет
Къри, Тони и Дългия са трима добри приятели. Те са безработни, прекарват дните си в кварталния бар, в очакване нещо да се случи.
И така един ден, Къри установява, че печели джакпота – огромна сума пари. Оттам нататък животът му се променя, но не така, както си е мечтал. Започва една жестока борба за опазването на скъпоценната печалба. Тримата приятели и бодигардът на Къри – Макс се сблъскват със суровата действителност, в която всеки техен познат, дори и най-близките им хора, се опитват да откраднат талона от Къри. И сякаш това не е достатъчно, героите успяват да се забъркат в една друга, още по-опасна история. Четиримата попадат в центъра на гангстерска битка, чиято цел е безценен диамант. Нещата стават адски напечени и приятелите са принудени за кратко време да се превърнат в истински екшън-герои, което води до много комични ситуации.

## Актьорски състав
- Александър Косев – Къри
- Малин Кръстев – Дългия
- Васил Василев-Зуека – Тони
- Асен Блатечки – бодигарда Макс
- Мая Бежанска – сервитьорката Катя
- Койна Русева – Еми
- Христо Живков – Пилето
- Анета Сотирова – Майката на Къри
- Димитър Манчев – барманът
- Никола Рударов – барманът чичо Васо
- Димитър Георгиев – клошарят
- Иван Несторов – чичо Мишо, бащата на Къри
- Краси Радков – търговецът
- Деян Мачев – „Сопола“ Стефан
- Александър Хегедош – човек на „Сопола“ 1
- DJ Айвън – човек на „Сопола“ 2
- А Мин Ша – бос на китайците
- Симеон Алексиев – член на „Скрита камера“
- Али Тавасоли – бос на арабите

китайци:
- Пол Мън
- Ню Ин Шан
- Ван Рой

араби:
- Мохсен Хосеини
- Манучер Бахрам
- Маджит Имами